# Milano Romolo
Milano Romolo (włoski: Stazione di Milano Romolo) – przystanek kolejowy w Mediolanie, w regionie Lombardia, we Włoszech. Znajdują się tu 2 perony.
Znajduje się tu również stacja metra. 